# Llista de topònims d'Ivorra
Llista de topònims (noms propis de lloc) del municipi d'Ivorra, a la Segarra
Informació actualitzada per un bot. Els canvis manuals es perdran quan s'actualitzi!

## cabana
| imatge | Nom                  | Ubicat a | instància de | Detalls | coordenades                                                                  | Protecció | Commons (més fotos) | Dades a WD                    |
| ------ | -------------------- | -------- | ------------ | ------- | ---------------------------------------------------------------------------- | --------- | ------------------- | ----------------------------- |
|        | cabana de l'Alzineta | Ivorra   | cabana       |         | 41° 45′ 46″ N, 1° 23′ 57″ E / 41.7627265807024°N,1.39911332624892°E 571 msnm |           |                     | Modifica les dades a Wikidata |
|        | cabana del Meix      | Ivorra   | cabana       |         | 41° 46′ 04″ N, 1° 22′ 55″ E / 41.7677740355935°N,1.38202476030553°E 556 msnm |           |                     | Modifica les dades a Wikidata |
|        | cabana del Riart     | Ivorra   | cabana       |         | 41° 46′ 26″ N, 1° 24′ 34″ E / 41.7739314445489°N,1.40953084514103°E 553 msnm |           |                     | Modifica les dades a Wikidata |
|        | cabana del Seguers   | Ivorra   | cabana       |         | 41° 45′ 54″ N, 1° 23′ 26″ E / 41.7650940825608°N,1.39064546337976°E 557 msnm |           |                     | Modifica les dades a Wikidata |
|        | cobert del Badies    | Ivorra   | cabana       |         | 41° 46′ 29″ N, 1° 22′ 42″ E / 41.7746387980199°N,1.37831484805148°E 542 msnm |           |                     | Modifica les dades a Wikidata |
|        | era del Borràs       | Ivorra   | cabana       |         | 41° 46′ 35″ N, 1° 23′ 07″ E / 41.7764105340713°N,1.38516462482467°E 516 msnm |           |                     | Modifica les dades a Wikidata |
|        | era del Cristòfol    | Ivorra   | cabana       |         | 41° 46′ 08″ N, 1° 24′ 00″ E / 41.768782684904°N,1.40002143743593°E 576 msnm  |           |                     | Modifica les dades a Wikidata |
|        | era del Reart        | Ivorra   | cabana       |         | 41° 46′ 34″ N, 1° 23′ 16″ E / 41.7761697811138°N,1.38790195338254°E 543 msnm |           |                     | Modifica les dades a Wikidata |
|        | era del Salvadoret   | Ivorra   | cabana       |         | 41° 45′ 22″ N, 1° 23′ 35″ E / 41.7561225785685°N,1.39315505415837°E 649 msnm |           |                     | Modifica les dades a Wikidata |
|        | pallissa del Melí    | Ivorra   | cabana       |         | 41° 46′ 01″ N, 1° 24′ 05″ E / 41.7669825611136°N,1.40140154912435°E 542 msnm |           |                     | Modifica les dades a Wikidata |
|        | pallissa del Munda   | Ivorra   | cabana       |         | 41° 45′ 30″ N, 1° 24′ 12″ E / 41.7582275329753°N,1.40330292071658°E 582 msnm |           |                     | Modifica les dades a Wikidata |

## cabana de volta
| imatge | Nom                                | Ubicat a | instància de    | Detalls                                                        | coordenades                                                                  | Protecció                                  | Commons (més fotos)          | Dades a WD                    |
| ------ | ---------------------------------- | -------- | --------------- | -------------------------------------------------------------- | ---------------------------------------------------------------------------- | ------------------------------------------ | ---------------------------- | ----------------------------- |
|        | cabana de volta del Cunyé de Viver | Ivorra   | cabana de volta | Estil: arquitectura popular                                    | 41° 45′ 19″ N, 1° 23′ 08″ E / 41.75523°N,1.385602°E 637 msnm                 | bé integrant del patrimoni cultural català | Cabana del Cunyé de Viver    | Modifica les dades a Wikidata |
|        | cabana del Miramunt                | Ivorra   | cabana de volta | Estat: parcialment destruït Llarg: 3.4m Ample: 2.25m Alt: 2.2m | 41° 47′ 47″ N, 1° 23′ 50″ E / 41.796445°N,1.397267°E ca:els Estrets 448 msnm |                                            | Cabana del Miramunt (Ivorra) | Modifica les dades a Wikidata |
|        | cabana del Tirona                  | Ivorra   | cabana de volta | Llarg: 4.65m Ample: 3.1m Alt: 1.93m                            | 41° 47′ 44″ N, 1° 24′ 03″ E / 41.79547°N,1.400962°E ca:els Poals 452 msnm    |                                            | Cabana del Tirona (Ivorra)   | Modifica les dades a Wikidata |

## casa
| imatge | Nom            | Ubicat a | instància de       | Detalls                                  | coordenades                                                                       | Protecció                                  | Commons (més fotos)  | Dades a WD                    |
| ------ | -------------- | -------- | ------------------ | ---------------------------------------- | --------------------------------------------------------------------------------- | ------------------------------------------ | -------------------- | ----------------------------- |
|        | Ca l'Isidre    | Ivorra   | casa Ús: habitatge | Estil: arquitectura popular              | 41° 46′ 20″ N, 1° 23′ 43″ E / 41.7722°N,1.39517°E ca:Travessia Major, 17 570 msnm | bé integrant del patrimoni cultural català | Ca l'Isidre (Ivorra) | Modifica les dades a Wikidata |
|        | Cal Millàs     | Ivorra   | casa               | Estil: arquitectura gòtica               | 41° 46′ 19″ N, 1° 23′ 40″ E / 41.7719°N,1.39458°E ca:Carrer Major, 2 553 msnm     | bé integrant del patrimoni cultural català | Cal Millàs           | Modifica les dades a Wikidata |
|        | Cal Nuix       | Ivorra   | casa               | Estil: arquitectura popular 17th century | 41° 46′ 19″ N, 1° 23′ 44″ E / 41.772062°N,1.395418°E ca:C. Major, 12 567 msnm     | bé integrant del patrimoni cultural català | Cal Nuix             | Modifica les dades a Wikidata |
|        | Cal Salvadoret | Ivorra   | casa               | Estil: arquitectura barroca 18th century | 41° 46′ 17″ N, 1° 23′ 46″ E / 41.7714°N,1.39598°E ca:C. Eres, 3 570 msnm          | bé integrant del patrimoni cultural català | Cal Salvadoret       | Modifica les dades a Wikidata |

## edifici
| imatge | Nom                  | Ubicat a | instància de | Detalls                                                | coordenades                                                                           | Protecció                                  | Commons (més fotos)  | Dades a WD                    |
| ------ | -------------------- | -------- | ------------ | ------------------------------------------------------ | ------------------------------------------------------------------------------------- | ------------------------------------------ | -------------------- | ----------------------------- |
|        | Casalot de la Morera | Ivorra   | edifici      | Estil: arquitectura popular 19th century Estat: ruïnós | 41° 47′ 54″ N, 1° 24′ 07″ E / 41.798373°N,1.402069°E ca:Ctra. LV-3003, km 9 462 msnm  | bé cultural d'interès local                | Casalot de la Morera | Modifica les dades a Wikidata |
|        | la Farinera          | Ivorra   | edifici      | Estil: arquitectura popular 19th century Estat: ruïnós | 41° 46′ 50″ N, 1° 23′ 35″ E / 41.7806°N,1.39304°E ca:Carretera LV-3003, km 7 481 msnm | bé integrant del patrimoni cultural català | La Farinera (Ivorra) | Modifica les dades a Wikidata |

## església
| imatge | Nom                  | Ubicat a | instància de                 | Detalls                                  | coordenades                                                                                         | Protecció                                  | Commons (més fotos)  | Dades a WD                    |
| ------ | -------------------- | -------- | ---------------------------- | ---------------------------------------- | --------------------------------------------------------------------------------------------------- | ------------------------------------------ | -------------------- | ----------------------------- |
|        | Sant Cugat d'Ivorra  | Ivorra   | església església parroquial | Estil: arquitectura barroca 18th century | 41° 46′ 18″ N, 1° 23′ 45″ E / 41.7716°N,1.39579°E ca:Pl. de l'Església 568 msnm                     | bé cultural d'interès local                | Sant Cugat d'Ivorra  | Modifica les dades a Wikidata |
|        | Santa Maria d'Ivorra | Ivorra   | església                     | Estil: arquitectura barroca 17th century | 41° 46′ 00″ N, 1° 23′ 16″ E / 41.7667°N,1.38774°E ca:Carretera LV-3003, km 5,1, a la dreta 556 msnm | bé integrant del patrimoni cultural català | Santa Maria d'Ivorra | Modifica les dades a Wikidata |

## font
| imatge | Nom                           | Ubicat a | instància de               | Detalls                                  | coordenades | Protecció                                  | Commons (més fotos)           | Dades a WD                    |
| ------ | ----------------------------- | -------- | -------------------------- | ---------------------------------------- | --- | ------------------------------------------ | ----------------------------- | ----------------------------- |
|        | font de la Figuera            | Ivorra   | font                       | Estil: arquitectura popular 18th century | 41° 46′ 09″ N, 1° 23′ 21″ E / 41.769251°N,1.389109°E ca:Carretera LV-3003, km 5,5, a la dreta 525 msnm                | bé integrant del patrimoni cultural català | Font de la Figuera (Ivorra)   | Modifica les dades a Wikidata |
|        | font de la Vila               | Ivorra   | font                       | Estil: arquitectura popular 19th century | 41° 46′ 05″ N, 1° 23′ 50″ E / 41.767983°N,1.397133°E ca:Carretera LV-3004, km 0,5 530 msnm                            | bé integrant del patrimoni cultural català | Font de la Vila d'Ivorra      | Modifica les dades a Wikidata |
|        | fonts de Santa Maria d'Ivorra | Ivorra   | font element arquitectònic | Estil: arquitectura popular 18th century | 41° 46′ 01″ N, 1° 23′ 14″ E / 41.766995°N,1.387165°E ca:Al km 5 de la LV-3003, el camí que porta al santuari 541 msnm | bé integrant del patrimoni cultural català | Fonts de Santa Maria d'Ivorra | Modifica les dades a Wikidata |

## granja
| imatge | Nom                       | Ubicat a | instància de | Detalls | coordenades                                                                  | Protecció | Commons (més fotos) | Dades a WD                    |
| ------ | ------------------------- | -------- | ------------ | ------- | ---------------------------------------------------------------------------- | --------- | ------------------- | ----------------------------- |
|        | Granges Canet             | Ivorra   | granja       |         | 41° 47′ 29″ N, 1° 23′ 51″ E / 41.7913632809866°N,1.39751024077484°E 464 msnm |           |                     | Modifica les dades a Wikidata |
|        | Granges Conillo           | Ivorra   | granja       |         | 41° 46′ 31″ N, 1° 23′ 11″ E / 41.775203307964°N,1.38642217104489°E 520 msnm  |           |                     | Modifica les dades a Wikidata |
|        | Granges Gener             | Ivorra   | granja       |         | 41° 46′ 10″ N, 1° 23′ 51″ E / 41.7694417536977°N,1.39755076251796°E 555 msnm |           |                     | Modifica les dades a Wikidata |
|        | Granges de Pont de Molins | Ivorra   | granja       |         | 41° 46′ 24″ N, 1° 23′ 18″ E / 41.7734642998289°N,1.38829457044511°E 524 msnm |           |                     | Modifica les dades a Wikidata |
|        | Granges del Borràs        | Ivorra   | granja       |         | 41° 46′ 25″ N, 1° 23′ 16″ E / 41.7735927687879°N,1.38782212023319°E 524 msnm |           |                     | Modifica les dades a Wikidata |
|        | Granges del Gener         | Ivorra   | granja       |         | 41° 46′ 29″ N, 1° 23′ 19″ E / 41.7746493209247°N,1.38866194660501°E 517 msnm |           |                     | Modifica les dades a Wikidata |
|        | Granges del Graells       | Ivorra   | granja       |         | 41° 46′ 29″ N, 1° 23′ 37″ E / 41.7747985850017°N,1.39353110947323°E 543 msnm |           |                     | Modifica les dades a Wikidata |
|        | Granges del Meix          | Ivorra   | granja       |         | 41° 46′ 27″ N, 1° 23′ 49″ E / 41.7742345754443°N,1.39699829873444°E 548 msnm |           |                     | Modifica les dades a Wikidata |
|        | Granges del Montaner      | Ivorra   | granja       |         | 41° 46′ 24″ N, 1° 23′ 24″ E / 41.7732449898015°N,1.38999651183579°E 517 msnm |           |                     | Modifica les dades a Wikidata |
|        | Granges del Raïc          | Ivorra   | granja       |         | 41° 46′ 22″ N, 1° 23′ 28″ E / 41.7728911838432°N,1.39110022763654°E 510 msnm |           |                     | Modifica les dades a Wikidata |
|        | Granges del Sangrà        | Ivorra   | granja       |         | 41° 46′ 10″ N, 1° 23′ 15″ E / 41.7695427895828°N,1.38739419383004°E 556 msnm |           |                     | Modifica les dades a Wikidata |
|        | Granges del Simon         | Ivorra   | granja       |         | 41° 46′ 26″ N, 1° 23′ 22″ E / 41.7739867128622°N,1.38958091237272°E 516 msnm |           |                     | Modifica les dades a Wikidata |
|        | Granges del Solà          | Ivorra   | granja       |         | 41° 46′ 21″ N, 1° 23′ 23″ E / 41.77253152462°N,1.38985794920237°E 522 msnm   |           |                     | Modifica les dades a Wikidata |
|        | Granja Gener              | Ivorra   | granja       |         | 41° 46′ 14″ N, 1° 23′ 36″ E / 41.7704832276021°N,1.39344631176167°E 525 msnm |           |                     | Modifica les dades a Wikidata |
|        | Granja del Terrelló       | Ivorra   | granja       |         | 41° 45′ 57″ N, 1° 24′ 11″ E / 41.7659437315828°N,1.40312360190272°E 548 msnm |           |                     | Modifica les dades a Wikidata |

## masia
| imatge | Nom           | Ubicat a | instància de | Detalls                                  | coordenades                                                                                            | Protecció                                  | Commons (més fotos) | Dades a WD                    |
| ------ | ------------- | -------- | ------------ | ---------------------------------------- | --- | ------------------------------------------ | ------------------- | ----------------------------- |
|        | Cal Closa     | Ivorra   | masia        |                                          | 41° 46′ 06″ N, 1° 23′ 10″ E / 41.768399960267°N,1.38618366448582°E 560 msnm                            |                                            |                     | Modifica les dades a Wikidata |
|        | Cal Meix      | Ivorra   | masia        |                                          | 41° 46′ 17″ N, 1° 23′ 16″ E / 41.771358730755°N,1.3877938558399°E 553 msnm                             |                                            |                     | Modifica les dades a Wikidata |
|        | Cal Molins    | Ivorra   | masia        |                                          | 41° 46′ 22″ N, 1° 23′ 32″ E / 41.7728516467744°N,1.39213592382722°E 515 msnm                           |                                            |                     | Modifica les dades a Wikidata |
|        | Cal Mundons   | Ivorra   | masia        |                                          | 41° 46′ 47″ N, 1° 23′ 13″ E / 41.779696°N,1.386914°E 515 msnm                                          |                                            |                     | Modifica les dades a Wikidata |
|        | Cal Paredador | Ivorra   | masia        |                                          | 41° 46′ 13″ N, 1° 23′ 23″ E / 41.7703578120317°N,1.38963560813632°E 535 msnm                           |                                            |                     | Modifica les dades a Wikidata |
|        | Cal Prat      | Ivorra   | masia        |                                          | 41° 45′ 55″ N, 1° 23′ 00″ E / 41.765389589402°N,1.38346814374812°E 563 msnm                            |                                            |                     | Modifica les dades a Wikidata |
|        | Cal Sangrà    | Ivorra   | masia        |                                          | 41° 46′ 03″ N, 1° 23′ 13″ E / 41.7674735678668°N,1.38691668538054°E 544 msnm                           |                                            |                     | Modifica les dades a Wikidata |
|        | Cal Seguers   | Ivorra   | masia        |                                          | 41° 46′ 10″ N, 1° 23′ 21″ E / 41.7694700762891°N,1.38927282838472°E 532 msnm                           |                                            |                     | Modifica les dades a Wikidata |
|        | Cal Tarruella | Ivorra   | masia        |                                          | 41° 46′ 58″ N, 1° 23′ 33″ E / 41.782864260569°N,1.39258368147725°E ca:Carretera LV-3003, km 7 469 msnm |                                            |                     | Modifica les dades a Wikidata |
|        | Hostalets     | Ivorra   | masia        | Estil: arquitectura popular 18th century | 41° 45′ 39″ N, 1° 22′ 49″ E / 41.7607°N,1.38023°E ca:A la cruïlla amb el camí de Vicfred 631 msnm      | bé integrant del patrimoni cultural català | Hostalets (Ivorra)  | Modifica les dades a Wikidata |
|        | Puigsatorre   | Ivorra   | masia        |                                          | 41° 46′ 08″ N, 1° 23′ 22″ E / 41.7689604201154°N,1.38953822644486°E 532 msnm                           |                                            |                     | Modifica les dades a Wikidata |
|        | la Morera     | Ivorra   | masia        |                                          | 41° 48′ 04″ N, 1° 23′ 56″ E / 41.8011376895971°N,1.3989638615378°E 440 msnm                            |                                            | La Morera (Ivorra)  | Modifica les dades a Wikidata |

## molí d'aigua
| imatge | Nom                | Ubicat a | instància de | Detalls                                                              | coordenades                                                                                            | Protecció                                  | Commons (més fotos)         | Dades a WD                    |
| ------ | ------------------ | -------- | ------------ | -------------------------------------------------------------------- | --- | ------------------------------------------ | --------------------------- | ----------------------------- |
|        | Molí de la Gual    | Ivorra   | molí d'aigua | Estil: arquitectura popular                                          | 41° 46′ 19″ N, 1° 23′ 27″ E / 41.772068°N,1.390862°E 513 msnm                                          | bé integrant del patrimoni cultural català |                             | Modifica les dades a Wikidata |
|        | Molí del Nuix      | Ivorra   | molí d'aigua | Estil: arquitectura popular 14th century Estat: parcialment destruït | 41° 46′ 52″ N, 1° 23′ 33″ E / 41.781104°N,1.392615°E ca:Carretera LV-3003, km 7 485 msnm               | bé integrant del patrimoni cultural català | Molí del Nuix               | Modifica les dades a Wikidata |
|        | Molí del Paredador | Ivorra   | molí d'aigua | Estil: arquitectura popular 14th century Estat: parcialment destruït | 41° 46′ 13″ N, 1° 23′ 24″ E / 41.770292°N,1.389982°E ca:Carretera LV-3003, km 5,4, a la dreta 525 msnm | bé integrant del patrimoni cultural català | Molí del Paredador (Ivorra) | Modifica les dades a Wikidata |
|        | Molí del Tarruella | Ivorra   | molí d'aigua | Estil: arquitectura popular 14th century                             | 41° 46′ 58″ N, 1° 23′ 34″ E / 41.7829°N,1.39289°E ca:Carretera LV-3003, km 7 469 msnm                  | bé integrant del patrimoni cultural català | Molí del Tarruella          | Modifica les dades a Wikidata |
|        | Molí del Vinyes    | Ivorra   | molí d'aigua | Estil: arquitectura popular 18th century                             | 41° 46′ 30″ N, 1° 23′ 27″ E / 41.7751°N,1.39073°E ca:Carretera LV-3003, km 6 (a la dreta) 500 msnm     | bé integrant del patrimoni cultural català | Molí del Vinyes             | Modifica les dades a Wikidata |

## muntanya
| imatge | Nom        | Ubicat a    | instància de | Detalls | coordenades                                                       | Protecció | Commons (més fotos) | Dades a WD                    |
| ------ | ---------- | ----------- | ------------ | ------- | ----------------------------------------------------------------- | --------- | ------------------- | ----------------------------- |
|        | el Cabalot | Ivorra      | muntanya     |         | 41° 47′ 52″ N, 1° 24′ 05″ E / 41.79782222°N,1.40138889°E 468 msnm |           | El Cabalot          | Modifica les dades a Wikidata |
|        | la Pinada  | Torà Ivorra | muntanya     |         | 41° 46′ 38″ N, 1° 24′ 39″ E / 41.77732778°N,1.41093333°E 616 msnm |           | La Pinada (Torà)    | Modifica les dades a Wikidata |

## porta de ciutat
| imatge | Nom                  | Ubicat a | instància de    | Detalls                                   | coordenades                                                               | Protecció                                  | Commons (més fotos)  | Dades a WD                    |
| ------ | -------------------- | -------- | --------------- | ----------------------------------------- | ------------------------------------------------------------------------- | ------------------------------------------ | -------------------- | ----------------------------- |
|        | Portal de Cal Millàs | Ivorra   | porta de ciutat | Estil: arquitectura popular 16th century  | 41° 46′ 19″ N, 1° 23′ 40″ E / 41.772004°N,1.394541°E ca:C. Major 553 msnm | bé integrant del patrimoni cultural català | Portal de Cal Millàs | Modifica les dades a Wikidata |
|        | Portal de Cal Reart  | Ivorra   | porta de ciutat | Estil: arquitectura romànica 11st century | 41° 46′ 19″ N, 1° 23′ 41″ E / 41.772014°N,1.394607°E ca:C. Major 555 msnm | bé integrant del patrimoni cultural català | Portal de Cal Reart  | Modifica les dades a Wikidata |

## Misc
| imatge | Nom                              | Ubicat a | instància de                                   | Detalls                                   | coordenades                                                                                          | Protecció                                            | Commons (més fotos)              | Dades a WD                    |
| ------ | -------------------------------- | -------- | ---------------------------------------------- | ----------------------------------------- | --- | ---------------------------------------------------- | -------------------------------- | ----------------------------- |
|        | Cisterna del Castell             | Ivorra   | cisterna                                       | Estil: arquitectura popular 13rd century  | 41° 46′ 19″ N, 1° 23′ 45″ E / 41.771935°N,1.395723°E ca:Pl. Major 470 msnm                           | bé integrant del patrimoni cultural català           | Cisterna del Castell             | Modifica les dades a Wikidata |
|        | Creu de la Santa Missió d'Ivorra | Ivorra   | creu de la Santa Missió                        | Estil: arquitectura popular 20th century  | 41° 46′ 19″ N, 1° 23′ 46″ E / 41.772043°N,1.396044°E ca:Pl. Major 567 msnm                           | bé integrant del patrimoni cultural català           | Creu de la Santa Missió d'Ivorra | Modifica les dades a Wikidata |
|        | Ivorra                           | Ivorra   | entitat singular de població capital municipal | 102 hab                                   | 41° 46′ 20″ N, 1° 23′ 37″ E / 41.7721531°N,1.39362005°E 542 msnm                                     |                                                      |                                  | Modifica les dades a Wikidata |
|        | Pineda                           | Ivorra   | vèrtex geodèsic                                | Alt: 1.2m                                 | 41° 46′ 38″ N, 1° 24′ 39″ E / 41.777343°N,1.410876°E 618.672 msnm                                    |                                                      |                                  | Modifica les dades a Wikidata |
|        | Pont del Molins                  | Ivorra   | pont                                           | Estil: arquitectura popular 20th century  | 41° 46′ 25″ N, 1° 23′ 28″ E / 41.773517°N,1.390973°E ca:Carretera LV-3003, km 6, a la dreta 508 msnm | bé integrant del patrimoni cultural català           | Pont del Molins                  | Modifica les dades a Wikidata |
|        | Torre d'Ivorra                   | Ivorra   | castell                                        | Estil: arquitectura romànica 11st century | 41° 46′ 18″ N, 1° 23′ 44″ E / 41.7717°N,1.39545°E ca:Carrer de la Torre, Ivorra 570 msnm             | bé d'interès cultural bé cultural d'interès nacional | Castell d'Ivorra                 | Modifica les dades a Wikidata |
|        | casa consistorial d'Ivorra       | Ivorra   | casa consistorial                              |                                           | 41° 46′ 19″ N, 1° 23′ 46″ E / 41.7718262°N,1.3959831°E                                               |                                                      |                                  | Modifica les dades a Wikidata |
|        | la Pedrera                       | Ivorra   | pedrera                                        |                                           | 41° 46′ 46″ N, 1° 23′ 44″ E / 41.7795736776564°N,1.39557780365579°E                                  |                                                      |                                  | Modifica les dades a Wikidata |